# 阿列克斯·卡利尼科斯
阿列克斯·卡利尼科斯（1950年7月24日—）是一位在南羅德西亞出生的英国政治哲学家，托洛茨基主义者，英国社会主义工人党中央委员会成员和国际书记，《国际社会主义》期刊编辑，主要作品有《反资本主义宣言》等。